# 袖ケ浦市総合運動場陸上競技場
袖ケ浦市総合運動場陸上競技場（そでがうらしそうごううんどうじょうりくじょうきょうぎじょう）は、袖ケ浦市が管理・運営しているスタジアム。
プロ野球の二軍戦も開催される袖ケ浦市営球場に隣接し、袖ケ浦市総合運動場内に立地している。トラックはクレー舗装であるが、ピッチは天然芝。
なでしこリーグのオルカ鴨川FCやXリーグのZERO FIGHTERSがこの競技場でホームゲームを行っている。

## 施設概要
- トラック：400m×7レーン（100m直線部分は8レーン）、クレー
- フィールド：天然芝
- 収容人数：1200人（座席数 300人、メインスタンドのみ固定座席、他は芝生席）

## 交通
- JR東日本内房線袖ケ浦駅より徒歩15分
- アクア連絡道・袖ケ浦インターチェンジより車で5分